# Baraut
Baraut är en stad i den indiska delstaten Uttar Pradesh, och är den största staden i distriktet Baghpat. Den hade 103 764 invånare vid folkräkningen 2011. Baraut är belägen ungefär 5 mil norr om Delhi, på en höjd av 231 m ö.h.